# Рубцов, Александр Ильич
Александр Ильич Рубцов (25 мая 1887, д. Орлова, Камышловский уезд, Пермская губерния, Российская империя — 17 января 1974, с. Грязновское, Богдановичский район, Свердловская область, РСФСР, СССР) — Герой Социалистического Труда (1947), звеньевой колхоза «Колос» Богдановичского района Свердловской области, ветеран Первой мировой войны.

## Биография
Родился 25 мая 1887 года в деревне Орлова Камышловского уезда Пермской губернии (ныне — Богдановичский район Свердловской области) в многодетной семье.
Трудовую деятельность начал в 1897 году в возрасте 11 лет, после смерти отца. В 1908—1912 годах проходил воинскую службу в Русской императорской армии. В 1914 году вновь призван и отправлен на фронт Первой мировой войны.
В 1919 году вернулся в родную деревню, занимался сельским хозяйством. В 1930 году вступил в сельхозартель «Красный партизан», позже реорганизованный в колхоз «Колос», где занимался семенным участком. Звено А. И. Рубцова добивалось получения высоких урожаев по выращиванию пшеницы четыре года подряд в 4-й пятилетке, занимало первое место по области.
В 1950 году колхоз «Колос» преобразован в колхоз «имени С. М. Кирова», а в 1960 году — в «Красное знамя», где А. И. Рубцов продолжал заведовать семенным участком.
Был депутатом Свердловского областного Совета депутатов трудящихся в 1947—1957 годах.
Скончался 17 января 1974 года. Похоронен на кладбище села Грязновское.

## Награды
За свои достижения был награждён:
- 19.03.1947 — звание Герой Социалистического Труда с золотой медалью Серп и Молот и орден Ленина «за получение высоких урожаев в 1946 году (32 центнера пшеницы с гектара на площади 14 гектаров».